# 路易·勒孔特
路易·勒孔特（法語：Louis Lecompte，1914年7月28日—1970年2月21日），加拿大男子冰球运动员，场上位置是后卫。他曾代表加拿大参加1948年冬季奥林匹克运动会冰球比赛，获得一枚金牌。